# Charles Beresford, 1:e baron Beresford

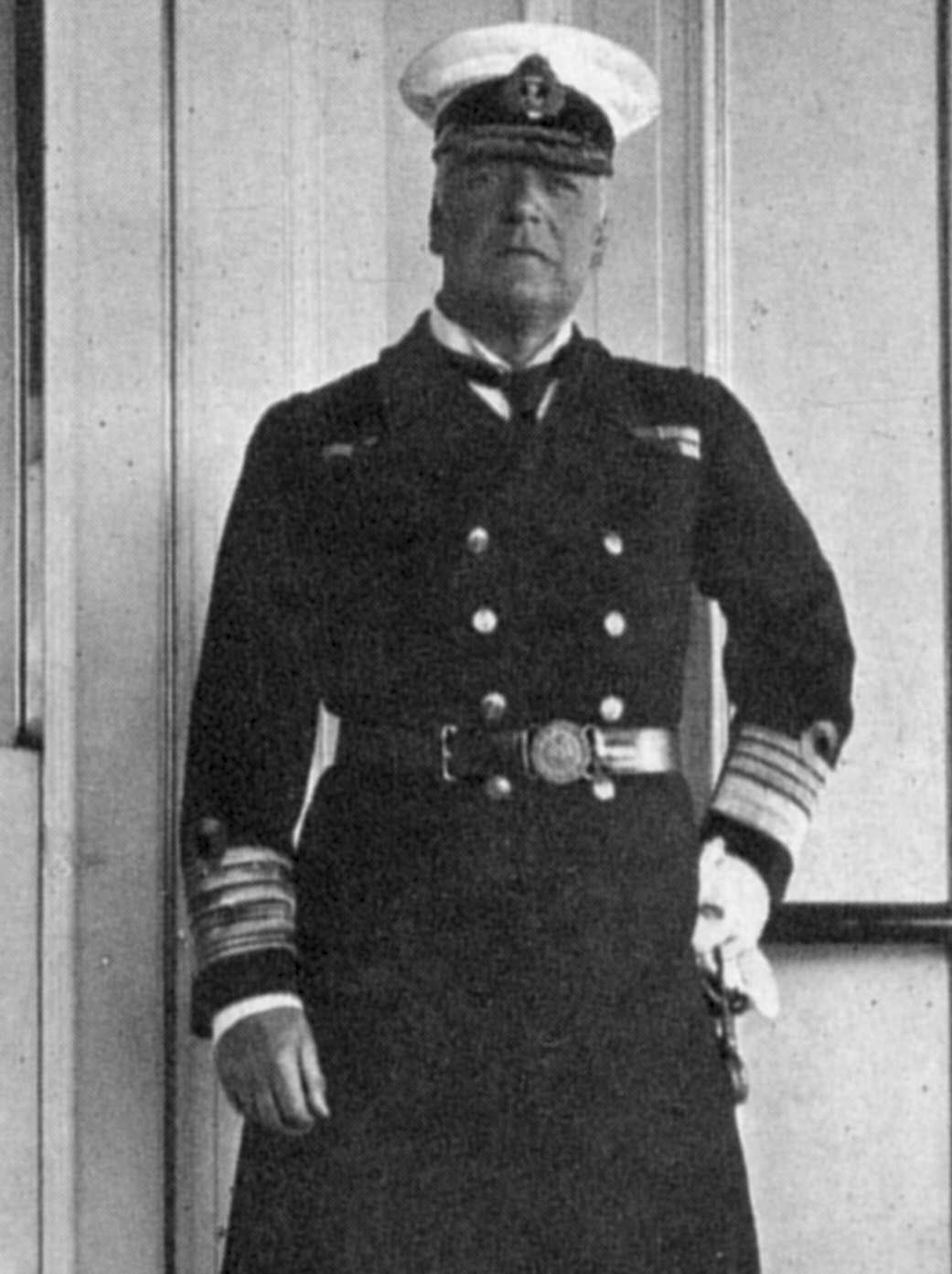
Charles Beresford, baron Beresford.

Charles William de la Poer, 1:e baron Beresford av Memmeh och Curraghmore, född 10 februari 1846, död 6 september 1919, var en brittisk amiral.
Beresford blev officer 1866, konteramiral 1897 och amiral 1906. Han åtföljde som adjutant prinsen av Wales på en resa till Indien 1875-76 och till hörde under expeditionen till Egypten 1884–1885 Garnet Joseph Wolseleys stab. Åren 1886–1888 var Beresford amiralitetslord och inlade därunder stora förtjänster om brittiska flottans utveckling. Han var högste befälhavare över medelhavsflottan 1900–1902 och 1905-07 samt över kanalflottan 1903–1905 och 1907–1909, vilken befattning han 1909 avgick från på grund av meningsskiljaktigheter med amiralitetet. År 1911 tog han avsked från flottan. Åren 1874–1916 var Beresford upprepade gånger ledamot av underhuset. Därefter upphöjdes han till peer. Han utgav även bland annat Nelson and his times (1898), The break up of China (1899) och Memoirs (1914).